# Sinoviortesis radioisotópica
La sinoviortesis radioisotópica es una terapia con radioisótopos no encapsulados empleada en medicina nuclear para tratar patologías inflamatoria persistentes en la membrana sinovial articular. Este tratamiento se realiza inyectando intraarticularmente una suspensión coloidal de partícula que están marcadas con el radioisótopo. La primera vez que se describió está técnica como útil para el tratamiento médico fue en 1952 por Fellinger y Schmid, y en 1968 ya se introduce el término sinoviortesis radiosotópica por Delbarre y Cayla.

## Principio
Administrado en forma de suspensión coloidal, por instilación directa, el radiofármaco queda confinado al espacio articular afectado, produciendo una radiación directa y altamente selectiva de la sinovial, que persigue su destrucción, o al menos reducir su inflamación e hipertrofia. Su tasa de éxitos asciende al 55% en rodilla y al 82% en codo.

## Metodología
Como toda punción, debe realizarse bajo las medidas de asepsia correspodientes, y bajo la supervisión de un facultativo cualificado. En las articulaciones pequeñas, es decir, todas a excepción de la rodilla, se necesitará la guía a través de imagen, ya sea con fluoroscopia o mediante ecografía. Antes de introducir el radiofármaco, se extraerá todo el líquido sinovial, pudiendo dejar una pequeña parte, o instilar suero fisiológico para la mejor distribución del mismo. Después de la punción se recomienda un reposo de 48 a 72 horas de dicha articulación, para evitar reflujo.

## Radionucleidos empleados
Dependiendo de la articulación que vayamos a estudiar emplearemos distintos radioisótopos.

### Ytrio-90
El Ytrio-90 se emplea bajo las formas de citrato de Ytrio-90 o de silicato de Ytrio-90. Se emplea en diferentes articulaciones, cada una con una dosis distinta:
- Rodilla: 5 mCi de actividad en 3 ml de fármaco.
- Caderas, hombros y codos: 3 mCi de actividad en 2-3 ml de fármaco.

### Renio-186
Se emplea bajo la forma de sulfuro de Renio-186 y se puede emplear en:
- Caderas, hombros y codos: Actividad 2-3 mCi en 2-3 ml de fármaco.
- Carpos y tobillos: 2 mCi de actividad en un volumen de 1-2 ml.

### Erbio-169
Se emplea bajo la forma Erbio-169 citrato solamente en las articulaciones distales pequeñas. Se emplea una actividad de 0.5-1 mCi en un volumen menor a 1 ml.

## Indicaciones
Como se ha mencionado, esta terapia está indicada para patologías inflamatoria persistentes en la membrana sinovial articular. Específicamente en los siguientes casos:
1. Artritis reumatoide.[11]
2. Espondiloartropatías seronegativas.
3. Otras enfermedades inflamatorias articulares como la enfermedad de Lyme o la enfermedad de Behcet.
4. Artritis hemofílica.
5. Sinovitis villonodular pigmentada.
6. Derrame persistente tras implantación de una prótesis articular.
7. Artritis inespecífica crónica.
8. Artritis por depósito de cristales de pirofosfato cálcico.

## Contraindicaciones absolutas
1. Embarazo o lactancia.[12]
2. Artritis séptica.
3. Rotura de quistes poplíteos.
4. Si hay infecciones localizadas o alteraciones en las condiciones de la piel en el área de inyección.
5. Hipersensibilidad al principio activo o a alguno de los excipientes.

## Complicaciones
Las complicaciones asociadas a la sinoviortesis radioactiva son poco frecuentes (2-5%). A corto plazo se observan dolor local, artritis séptica, linfedema,sinovitis aguda, radiodermitis, rotura de un quiste de Baker o un síndrome pseudogripal. 

El efecto secundario más temido de la punción de una articulación es la infección articular subsiguiente. Con una técnica apropiada se espera
una infección de cada 35000 punciones.